# Sharon Christa Corrigan McAuliffe
Sharon Christa Corrigan McAuliffe (2 de setembre del 1948 – 28 de gener del 1986), nascuda Sharon Christa Corrigan, fou una professora estatunidenca de Concord (Nou Hampshire) i un dels set tripulants morts a l'accident del transbordador espacial Challenger. Nasqué a Boston, Massachusetts i es llicencià en educació i història al Framingham State College el 1970, i obtingué un Màster d'Art de la Universitat de Bowie State el 1978. El 1982 acceptà una feina com a professora d'estudis socials al Concord High School.
El 1985, McAuliffe fou elegida d'entre més d'11.000 candidats per participar en el Projecte Teacher in Space de la NASA, i estava previst que esdevingués la primera professora a anar a l'espai. Com a membre de la missió STS-51-L, havia de dur a terme experiments i donar dues lliçons des del transbordador espacial Challenger. El 28 de gener del 1986, la nau es desintegrà 73 segons després d'enlairar-se. Després de la seva mort, escoles i beques foren anomenades en honor seu, i el 2004 se li atorgà a títol pòstum la Medalla d'Honor de l'Espai del Congrés.